# Karola Stange

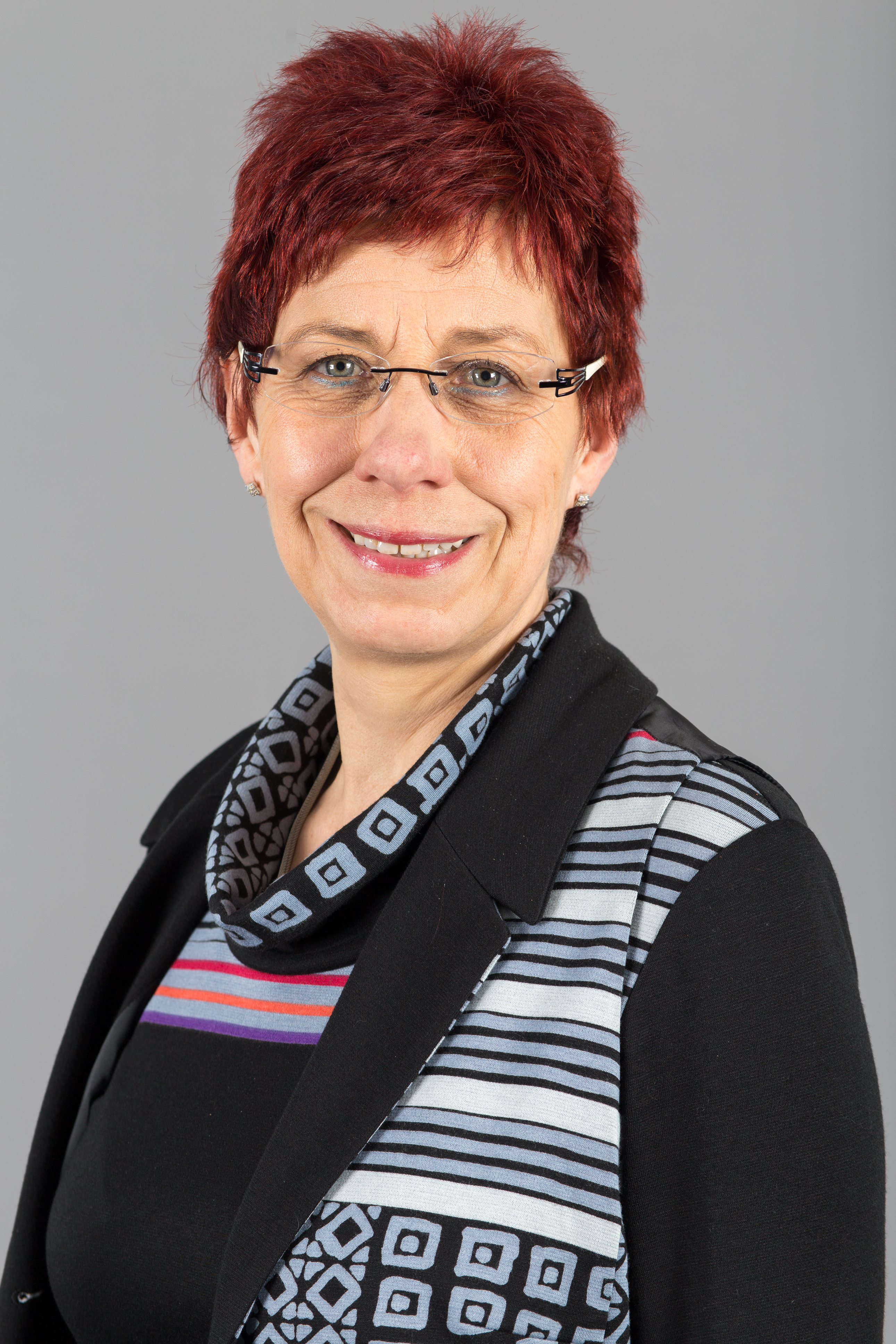
Karola Stange 2016

Karola-Elke Stange, geb. Unger (* 27. Oktober 1959 in Weimar), ist eine deutsche Politikerin (Die Linke). Sie war von 2009 bis 2024 Mitglied des Thüringer Landtags.

## Ausbildung und Beruf
Karola Stange wuchs im Umland von Weimar auf, wo sie die Polytechnische Oberschule in Mellingen und Lehnstedt besuchte. Nach dem Abschluss der 10. Klasse 1976 absolvierte sie eine Gärtnerlehre in der LPG „Tal des Friedens“ in Kromsdorf, von 1979 bis 1982 folgte ein Fachschulstudium an der Ingenieurschule für Gartenbau in Erfurt. 1983 bis 1984 besuchte sie die Bezirksparteischule in Erfurt.

## Politik
Ab 1984 war sie Mitarbeiterin der SED-Kreisleitung im Fachbereich Landwirtschaft, ab 1988 Mitarbeiterin der SED-Stadtleitung Erfurt.
Nach der politischen Wende arbeitete Stange 1990 für den Stadtverband Erfurt der PDS und wurde Anfang 1991 Mitarbeiterin der PDS-Fraktion im Thüringer Landtag für den Themenbereich Sozialpolitik.
Seit 1999 ist Stange Mitglied des Erfurter Stadtrates, außerdem gehört sie dem Ortsteilrat von Hochheim an. 2004 wurde sie zur Vorsitzenden des PDS-Stadtverbandes Erfurt (seit 2007: Die Linke) gewählt. 2006 und 2018 kandidierte sie in Erfurt für das Amt der Oberbürgermeisterin. Bei den Landtagswahlen 2009, 2014 und 2019 wurde Stange als Direktkandidatin ihrer Partei im Wahlkreis Erfurt I in den Landtag gewählt, 2009 mit 30,2 %, 2014 mit 36,8 %, 2019 mit 28,9 %. Im Landtag war sie Vorsitzende des Gleichstellungsausschusses sowie Mitglied des Ausschusses für Soziales, Familie und Gesundheit. Bei der Landtagswahl in Thüringen 2024 erhielt Stange, wiederum im Wahlkreis Erfurt I, 19,7 % der Stimmen und wurde Dritte hinter Sascha Schlösser (AfD; 35,7 %) und Michael Hose (CDU; 33,7 %). Damit verpasste sie den Wiedereinzug in den Thüringer Landtag, da auch ihr Listenplatz hierfür nicht ausreichte.

## Ehrenamtliche Tätigkeiten
Stange ist in einer Vielzahl von Ehrenämtern aktiv, unter anderem als stellvertretende Landesvorsitzende der Volkssolidarität in Thüringen sowie als Vorsitzende des Handicap-Sports-Clubs Erfurt.